# Bucy-le-Long
Bucy-le-Long ist eine französische Gemeinde mit 1.915 Einwohnern (Stand: 1. Januar 2022) im Département Aisne in der Region Hauts-de-France; sie gehört zum Arrondissement Soissons und zum Kanton Fère-en-Tardenois. 

## Geographie
Bucy-le-Long liegt etwa fünf Kilometer östlich von Soissons. Der Fluss Aisne begrenzt die Gemeinde im Süden. Durch die Gemeinde führt die Route nationale 2. Nachbargemeinden von 'Bucy-le-Long sind Crouy im Nordwesten und Norden, Vregny im Nordosten, Chivres-Val im Osten, Missy-sur-Aisne im Osten und Südosten, Acy im Südosten und Süden, Venizel im Süden, Villeneuve-Saint-Germain im Südwesten und Westen sowie Soissons im Westen.

## Bevölkerungsentwicklung
| Jahr                       | 1962 | 1968 | 1975 | 1982 | 1990 | 1999 | 2006 | 2012 | 2019 |
| Einwohner                  | 1214 | 1387 | 1661 | 1801 | 1841 | 1958 | 1964 | 1926 | 1882 |
| Quellen: Cassini und INSEE |      |      |      |      |      |      |      |      |      |

## Sehenswürdigkeiten
- Kirche Saint-Martin, seit 1923 Monument historique
- Kapelle Sainte-Marguerite aus dem 12. Jahrhundert, seit 1920 Monument historique
- Turm des früheren Schlosses aus dem 14. Jahrhundert, seit 1926 Monument historique
- Archäologische Grabungsstätte La Fosse Tournise mit Funden und Befunden aus der Jungsteinzeit

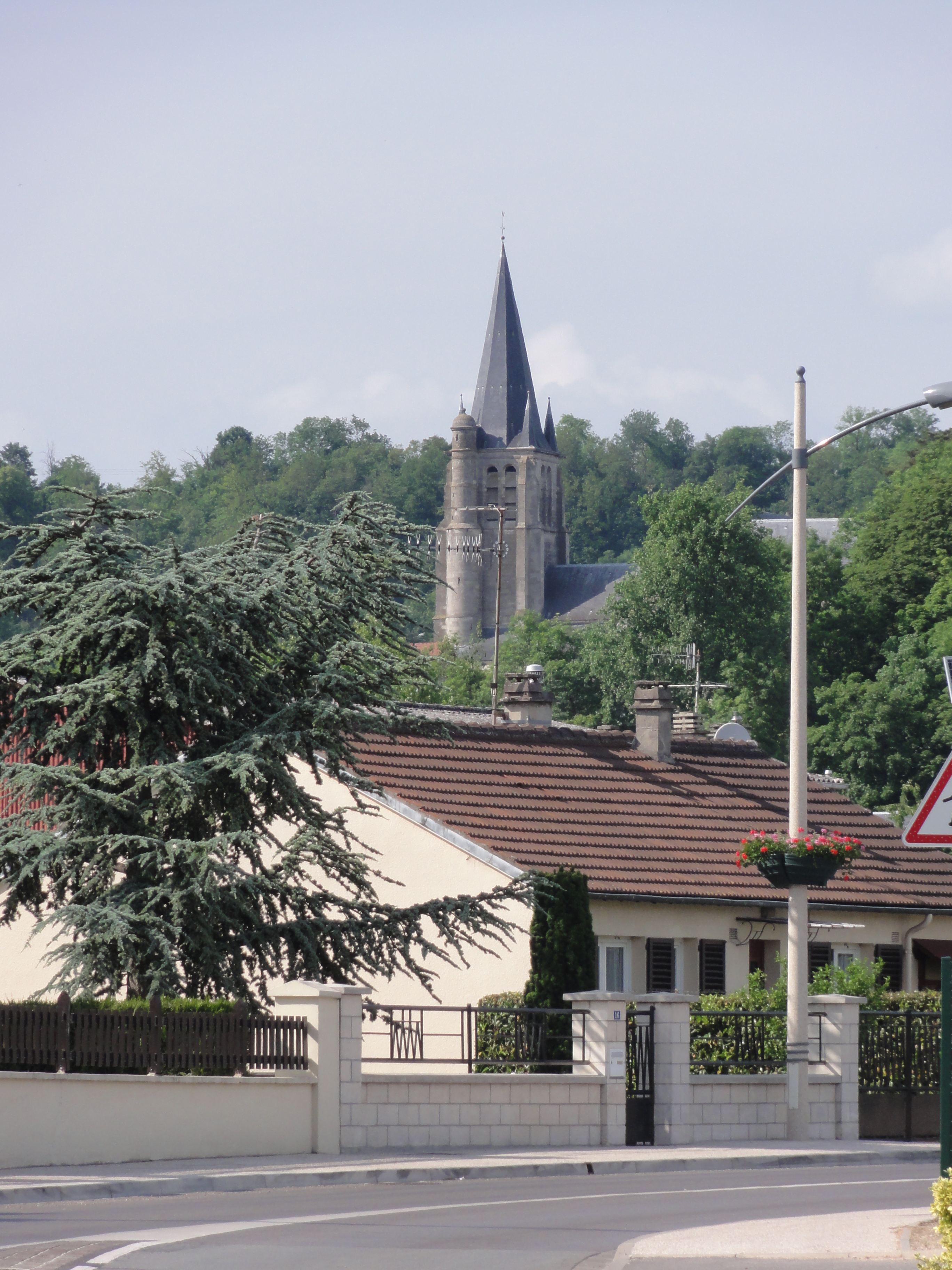
Kirche Saint-Martin
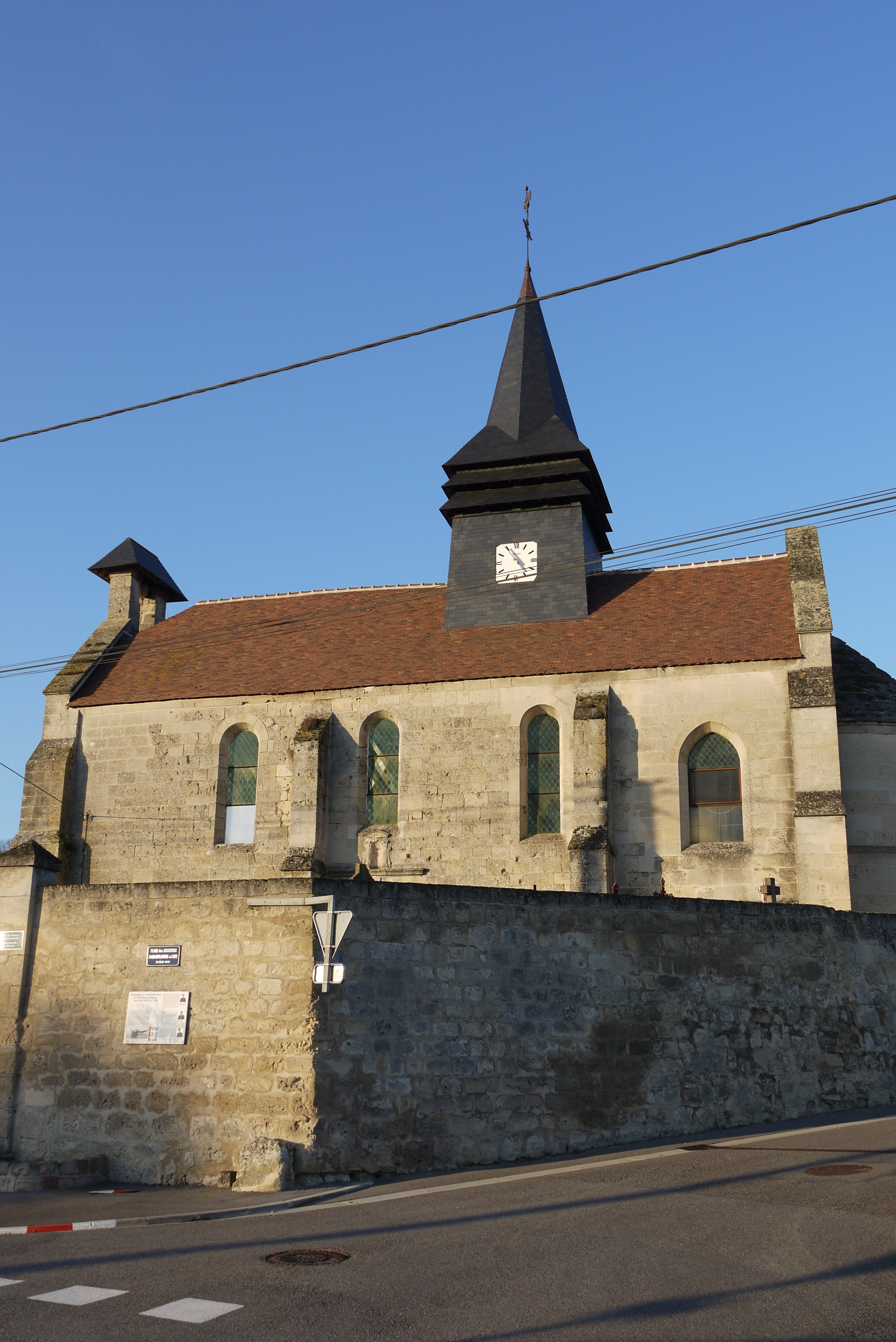
Kapelle Sainte-Marguerite
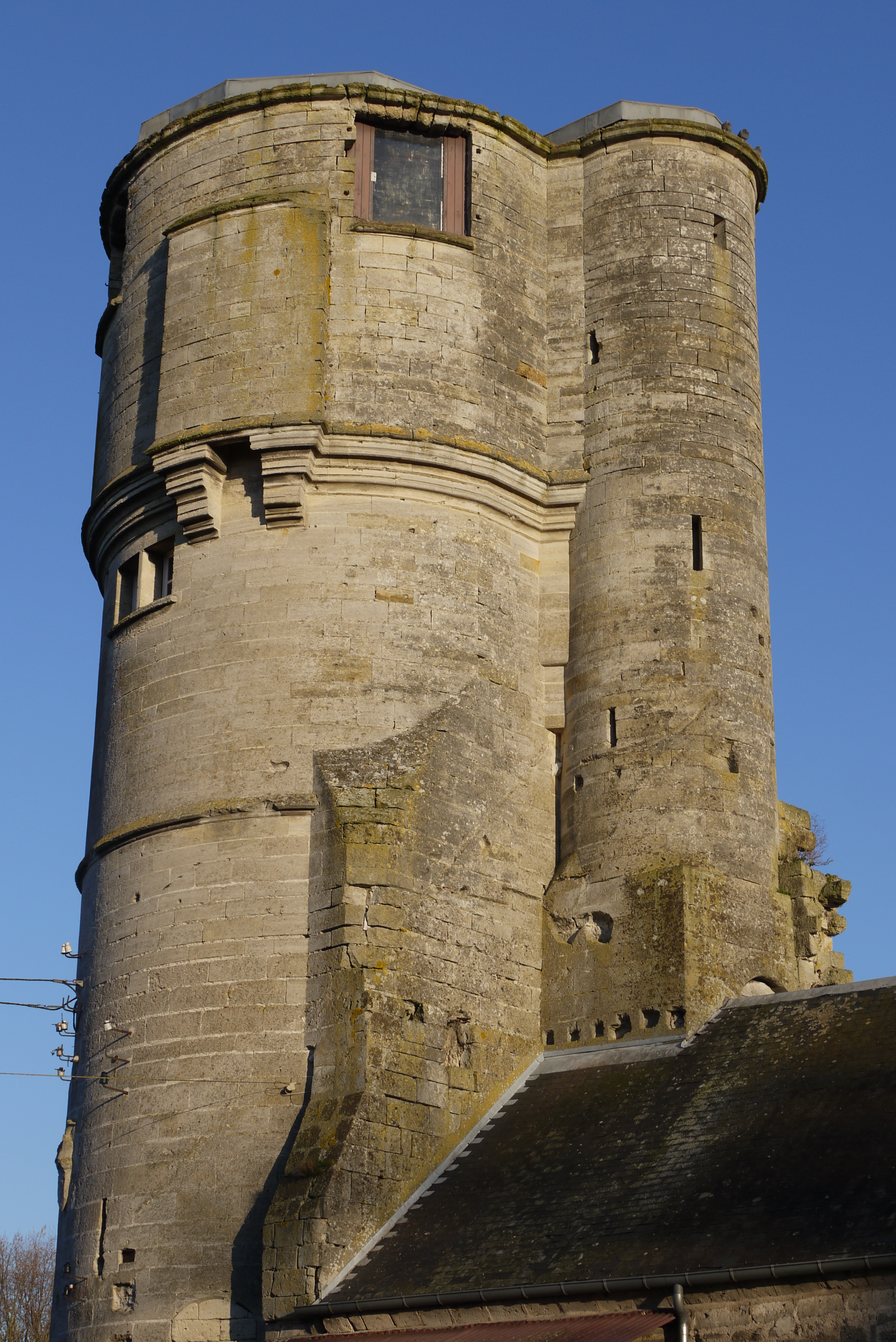
Turm des früheren Schlosses